# 카림 가르시아
구스타보 카림 가르시아 아과요(스페인어: Gustavo Karim García Aguayo, 1975년 10월 29일 ~ )는 멕시코의 전 야구 선수이자, 전 멕시칸 리그 디아블로스 로호스 델 멕시코의 외야수이자, 현 멕시칸 리그 과달라하라 마리아치스의 타격코치이다. 별명은 '라틴 밤비노'(The Latino Bambino)이다. 2006년 WBC과 2009년 WBC, 2013년 WBC에서 멕시코 국가 대표로 참가했다. 2008년 3월에는 베이징 올림픽 최종 예선에서 국가 대표로 참가했다.

## 선수 시절

### 미국 프로야구 시절
1995년에 LA 다저스에 입단하였다. MLB에서 10시즌동안 488경기에 출전해 2할대 타율, 66홈런, 212타점을 기록했다.

### 일본 프로야구 시절
2005년에 오릭스 버펄로스에 입단하였다.

### 한국 프로야구 시절

#### 롯데 자이언츠시절
2008년에 입단하였다. 2010년 10월 당시 감독이었던 양승호의 의사에 따라 재계약을 포기했다.

#### 한화 이글스시절
2011년 5월 27일 훌리오 데폴라의 대체 선수로 영입되었다. 하지만 시즌 후 구단이 재계약을 포기했다.

### 멕시코 프로야구 시절
2013년에 나란헤로스 데 에르모시요에 입단하였다.

## 야구선수 은퇴 후
2022년부터 과달라하라 마리아치스의 타격코치로 활동한다.

## 국가대표 경력
- - 2006년 : 2006년 WBC 멕시코 국가 대표
  - 2009년 3월 : 2009년 WBC 멕시코 국가 대표

### 수상 및 기록
- 2008년 시즌 KBO 리그 타점왕 (111타점)
- 2008년 시즌 KBO 리그 외야수부문 골든 글러브
- 2010년 시즌 KBO 리그 7타수 7안타 (한국 신기록)

### 위업
- 2005년 8월 10~11일에 도호쿠 라쿠텐 골든이글스를 상대로 연속 경기 3홈런을 기록했는데, 이는 일본 프로 야구 사상 최초의 기록이다.
- 2010년 4월 9일 한화 이글스와의 경기에서 7타수 7안타(1홈런), 6타점, 3득점, 2도루, 1보살을 기록했다. 이 중 7타수 7안타의 기록은 KBO 리그 사상 최초로 달성한 대기록이다. 이 날 경기에서 두 팀이 기록한 안타 수는 총 51개로 KBO 리그 한 경기 최다 안타 신기록이었다. 한화 이글스의 27안타는 KBO 리그 역대 한 경기 팀 최다 안타 타이 기록이었고, 롯데 자이언츠의 24안타는 팀 최다 안타 신기록이었다.
- 한화 이글스로 이적 후 처음 출장한 홈 구장 시리즈였던 2011년 6월 15일 KIA 타이거즈와의 경기에서 KIA 타이거즈의 아킬리노 로페스를 상대로 시즌 첫 홈런을 만루 홈런으로 기록했고, 6월 16일에는 유동훈을 상대로 이틀 연속 만루 홈런을 작렬했다. 두 경기 연속 만루 홈런은 KBO 리그 통산 4번째 기록이다.[2] 한화 이글스는 6월 14일 이대수의 만루 홈런을 포함해 KBO 리그 최초 팀 세 경기 연속 만루 홈런을 기록했다.[3] 그는 6월 17일 두산 베어스전에서 정재훈을 상대로 끝내기 3점 홈런을 쳐 내며 세 경기 연속 홈런을 기록했다.[4]

## 에피소드
- 2008년 7월 10일 넥센 히어로즈와의 경기에서 유선정의 안타성 타구를 1루로 재빨리 송구시켜 아웃시켰다. 정확하고 강한 송구를 가진 그의 장기가 돋보인 장면이었고, 이에 힘입어 선발 투수 장원준은 완투승을 따냈다.
- 2009년 8월 4일 두산 베어스전에서 과거 동료였던 홍성흔과 홈런 내기를 해서 지자 머리를 삭발했다.[5][6]

## 월드 베이스볼 클래식

### 2009년
| 팀 | 1 | 2 | 3 | 4 | 5 | 6 | 7 | 8 | 9 | R | H  | E |
| 멕시코 | 0 | 2 | 0 | 0 | 0 | 0 | 0 | 0 | 0 | 2 | 9  | 1 |
| 대한민국 | 0 | 2 | 0 | 1 | 1 | 0 | 4 | 0 | X | 8 | 12 | 1 |
| 승리 투수: 정현욱 패전 투수: 올리버 페레스 홈런: 한국 – 이범호 (2회 1사, 올리버 페레스를 상대로 1점 홈런), 김태균 (4회 무사, 올리버 페레스를 상대로 1점 홈런), 고영민 (5회 2사, 올리버 페레스를 상대로 1점 홈런) |   |   |   |   |   |   |   |   |   |   |    |   |

## 연도별 타격 성적
| 연 도         | 소 속         | 경 기 | 타 석 | 타 수 | 득 점 | 안 타 | 2 루 타 | 3 루 타 | 홈 런 | 루 타 | 타 점 | 도 루 | 도 루 자 | 희 생 번 | 희 생 플 | 볼 넷 | 고 4 | 사 구 | 삼 진 | 병 살 타 | 타 율 | 출 루 율 | 장 타 율 | O P S |
| ------------- | ------------- | ----- | ----- | ----- | ----- | ----- | ------- | ------- | ----- | ----- | ----- | ----- | -------- | -------- | -------- | ----- | ---- | ----- | ----- | -------- | ----- | -------- | -------- | ----- |
| 1995년        | LAD           | 13    | 20    | 20    | 1     | 4     | 0       | 0       | 0     | 4     | 0     | 0     | 0        | 0        | 0        | 0     | 0    | 0     | 4     | 0        | .200  | .200     | .200     | .400  |
| 1996년        | LAD           | 1     | 1     | 1     | 0     | 0     | 0       | 0       | 0     | 0     | 0     | 0     | 0        | 0        | 0        | 0     | 0    | 0     | 1     | 0        | .000  | .000     | .000     | .000  |
| 1997년        | LAD           | 15    | 46    | 39    | 5     | 5     | 0       | 0       | 1     | 8     | 8     | 0     | 0        | 0        | 1        | 6     | 1    | 0     | 14    | 0        | .128  | .239     | .205     | .444  |
| 1998년        | ARI           | 113   | 354   | 333   | 39    | 74    | 10      | 8       | 9     | 127   | 43    | 5     | 4        | 0        | 3        | 18    | 1    | 0     | 78    | 6        | .222  | .260     | .381     | .641  |
| 1999년        | DET           | 96    | 309   | 288   | 38    | 69    | 10      | 3       | 14    | 127   | 32    | 2     | 4        | 0        | 1        | 20    | 1    | 0     | 67    | 2        | .240  | .288     | .441     | .729  |
| 2000년        | DET/BAL       | 16    | 33    | 33    | 1     | 3     | 0       | 0       | 0     | 3     | 0     | 0     | 0        | 0        | 0        | 0     | 0    | 0     | 10    | 1        | .091  | .091     | .091     | .182  |
| 2001년        | CLE           | 20    | 50    | 45    | 8     | 14    | 3       | 0       | 5     | 32    | 9     | 0     | 0        | 0        | 1        | 3     | 0    | 1     | 13    | 1        | .311  | .360     | .711     | 1.071 |
| 2002년        | NYY/CLE       | 53    | 210   | 202   | 30    | 60    | 8       | 0       | 16    | 116   | 52    | 0     | 3        | 0        | 2        | 6     | 0    | 0     | 41    | 6        | .297  | .314     | .574     | .889  |
| 2003년        | NYY/CLE       | 76    | 262   | 244   | 25    | 64    | 6       | 0       | 11    | 103   | 35    | 0     | 2        | 0        | 3        | 14    | 2    | 1     | 52    | 8        | .262  | .302     | .422     | .724  |
| 2004년        | NYM/BAL       | 85    | 275   | 258   | 33    | 59    | 7       | 2       | 10    | 100   | 33    | 0     | 0        | 0        | 3        | 14    | 1    | 0     | 50    | 7        | .229  | .265     | .388     | .653  |
| 2005년        | 오릭스        | 100   | 390   | 362   | 63    | 111   | 14      | 2       | 21    | 192   | 60    | 3     | 0        | 0        | 3        | 25    | 2    | 0     | 74    | 3        | .307  | .349     | .530     | .879  |
| 2006년        | 오릭스        | 91    | 325   | 301   | 33    | 75    | 10      | 0       | 13    | 124   | 37    | 0     | 4        | 0        | 1        | 22    | 4    | 1     | 77    | 12       | .249  | .302     | .412     | .713  |
| 2008년        | 롯데          | 125   | 513   | 460   | 68    | 130   | 25      | 2       | 30    | 249   | 111   | 2     | 1        | 0        | 2        | 48    | 6    | 3     | 100   | 10       | .283  | .353     | .541     | .894  |
| 2009년        | 롯데          | 130   | 539   | 467   | 72    | 124   | 29      | 1       | 29    | 242   | 84    | 4     | 3        | 0        | 5        | 62    | 4    | 5     | 124   | 11       | .266  | .354     | .518     | .873  |
| 2010년        | 롯데          | 118   | 485   | 429   | 73    | 108   | 16      | 1       | 26    | 204   | 83    | 3     | 0        | 0        | 5        | 49    | 4    | 5     | 123   | 4        | .252  | .328     | .476     | .803  |
| 2011년        | 한화          | 72    | 292   | 268   | 37    | 66    | 12      | 0       | 18    | 132   | 61    | 1     | 5        | 0        | 0        | 24    | 1    | 0     | 55    | 5        | .246  | .308     | .493     | .801  |
| MLB통산：10년 | MLB통산：10년 | 488   | 1560  | 1463  | 180   | 352   | 44      | 13      | 66    | 620   | 212   | 7     | 13       | 0        | 14       | 81    | 6    | 2     | 330   | 31       | .241  | .279     | .424     | .703  |
| NPB통산：2년  | NPB통산：2년  | 191   | 715   | 663   | 96    | 186   | 24      | 2       | 34    | 316   | 97    | 3     | 4        | 0        | 4        | 47    | 6    | 1     | 151   | 15       | .281  | .327     | .477     | .804  |
| KBO통산：4년  | KBO통산：4년  | 445   | 1829  | 1624  | 250   | 428   | 82      | 4       | 103   | 827   | 339   | 10    | 9        | 0        | 12       | 183   | 15   | 13    | 402   | 30       | .264  | .341     | .509     | .850  |

- 굵은 글씨는 시즌 최고 성적.

## 같이 보기
- 다비드 코르테스
- 펠릭스 호세